# Heiligtum Unserer Lieben Frau von Europa

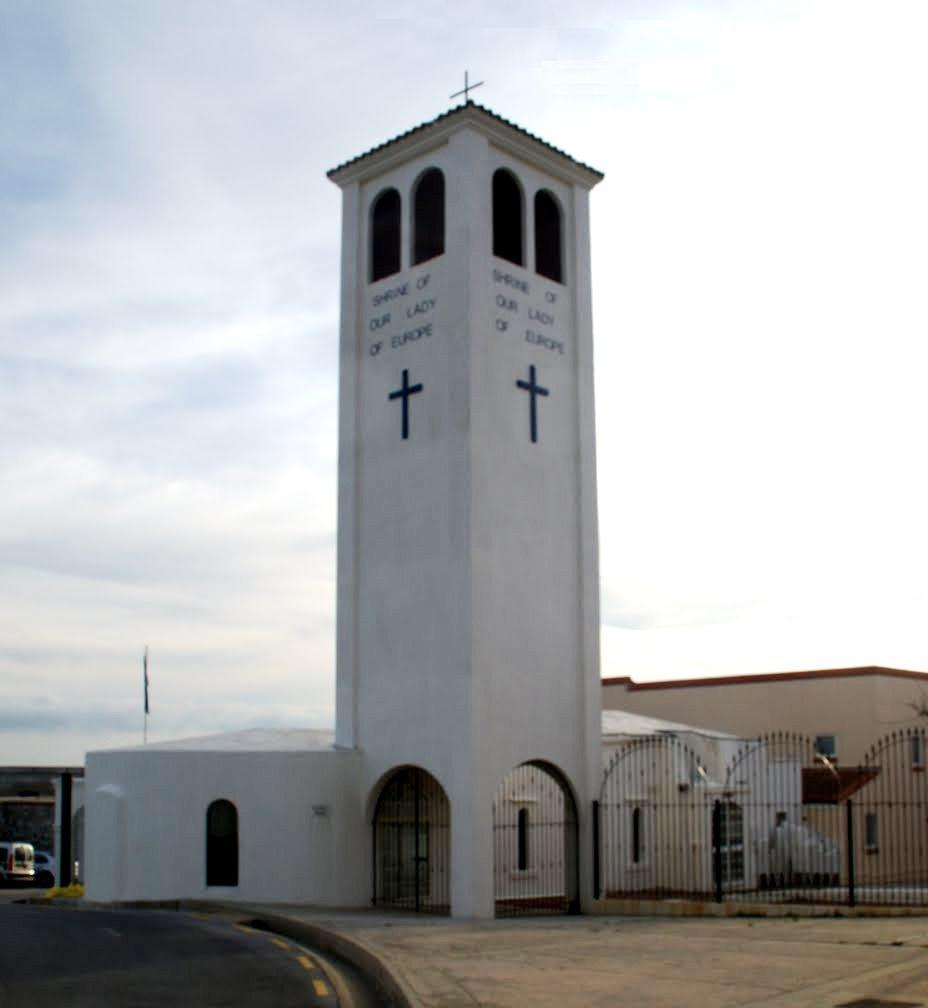
Heiligtum Unserer Lieben Frau von Europa

Das Heiligtum Unserer Lieben Frau von Europa (englisch Shrine of Our Lady of Europe; spanisch Santuario de Nuestra Señora de Europa) ist eine römisch-katholische Wallfahrtskirche und ein Nationalheiligtum auf der Südspitze der Halbinsel Gibraltar (Europa Point – Punta de Europa). Unter dem Titel Unsere Liebe Frau von Europa verehren Katholiken Maria als Patronin Gibraltars und Europas. Ihren Gedenktag legte Papst Johannes Paul II. auf den 5. Mai, den Europatag.

## Geschichte
An der Stelle, die heute Europa Point heißt, begann im Jahr 711 die maurische Eroberung der Iberischen Halbinsel. Zum Gedenken daran wurde hier eine Moschee gebaut. 1309 wurde Gibraltar im Zuge der Reconquista kastilisch. Die Moschee wurde in eine Kirche umgewandelt und Unserer Lieben Frau von Europa geweiht. 1333 wurde die Landzunge wieder maurisch und das Gotteshaus islamisch, 1462 wieder kastilisch und katholisch. Danach nahm die Verehrung der Virgen de Europa starken Aufschwung und verbreitete sich im ganzen europäischen Mittelmeerraum.
Im Jahr 1704 wurde Gibraltar im Spanischen Erbfolgekrieg von britisch-niederländischen Truppen eingenommen. Die protestantischen Eroberer plünderten die Kirche und zerschlugen das Gnadenbild der Madonna mit dem Kind. Die Bruchstücke konnten jedoch geborgen und wieder zusammengefügt werden. Die Skulptur wurde nach Algeciras gebracht.
Das Kirchengebäude wurde für militärische Zwecke genutzt. Erst 1961 überließ die britische Verwaltung es dem Bistum Gibraltar. Zu diesem Zeitpunkt war es verfallen und als Kirche unbrauchbar. Der erste Rektor Louis Orfila (1926–2010), der später in dieser Kirche bestattet wurde, setzte sich mit großer Energie für die Wiederherstellung ein. Am 28. September 1962 feierte Bischof John Farmer Healy die erste Messe in den Mauern. Am 7. Oktober 1967 kehrte die Virgen de Europa aus Algeciras in ihr Heiligtum zurück. Die feierliche Kirchweihe vollzog Bischof Edward Rapallo am 5. Oktober 1980. Ab 1994 wurde, zum Teil aus EU-Mitteln, eine Grundsanierung und Erweiterung durchgeführt. Deren Abschluss wurde 1997 mit einer feierlichen Inthronisation des Gnadenbilds begangen. Zur 700-Jahr-Feier 2009 verlieh Papst Benedikt XVI. dem Heiligtum die Goldene Rose. Im April 2011 machte das Weltjugendtagskreuz hier Station.

## Bauwerk
Die Architektur der eingeschossigen, außen weiß verputzten Kirche ist schlicht. Trotz der Veränderungen der 1960er und 1990er Jahre sind im Inneren noch maurische und romanische Formen sichtbar. Der Glockenturm wurde im 20. Jahrhundert hinzugefügt. Er ist über die Straße von Gibraltar hin sichtbar.
Das Gnadenbild Unsere Liebe Frau von Europa, eine etwa 60 cm hohe, farbig gefasste und gekrönte Holzskulptur Marias mit dem Kind, wird auf ca. 1500 datiert.